# Široké
Široké (allemand : Schiroschen) est un village de Slovaquie situé dans la région de Prešov.

## Histoire
Première mention écrite du village en 1320.

## Démographie

### Évolution de la population
| Année:               | 1994. | 2004.   | 2014.   | 2024.   |
| -------------------- | ----- | ------- | ------- | ------- |
| Nombre de personnes: | 2221  | 2282    | 2461    | 2445    |
| Différence:          |       | +2,74 % | +7,84 % | -0,65 % |

| Année:               | 2023. | 2024.   |
| -------------------- | ----- | ------- |
| Nombre de personnes: | 2443  | 2445    |
| Différence:          |       | +0,08 % |